# Amicta armena
Amicta armena är en fjärilsart som beskrevs av Franciscus J.M. Heylaerts 1885. Amicta armena ingår i släktet Amicta och familjen säckspinnare. Inga underarter finns listade i Catalogue of Life.